# Каррара, Убертино I да
Убертино I да Каррара (итал. Ubertino I da Carrara), также известен как Убертинелло (Ubertinello; 1300/1305 — 29 марта 1345) — итальянский кондотьер, сеньор Падуи с 1338 года из рода да Каррара. Сын Джакопо Гранде да Каррара (ум. 1324) и Фины Фиески. Чтобы не спутать с дядей — Убертино иль Веккио, его часто называют Убертино Новелло или Убертинелло.

## Биография
В августе 1319 года послан отцом в Болонью за помощью против осадивших Падую Кангранде I дела Скала, Ринальдо и Обиццо III д’Эсте. Его миссия не имела успеха, и тогда Джакопино да Каррара 4 ноября признал власть Генриха Горицийского — имперского викария Тревизо.
В 1320 году, чтобы не быть захваченными Вероной, падуанцы присягнули на верность императору Фридриху III Австрийскому. Тот перепоручил Падую своему брату герцогу Генриху Каринтийскому, который управлял городом через назначенных им подеста. В 1322 году Генрих Каринтийский попал в плен в битве при Мюльдорфе, и его власть над подеста стала номинальной.
17 июля 1325 года Убертинелло убил Гульельмо Денте — представителя знатного рода. Подеста Падуи Поллионе Беккаделли вместе с Паоло Денте — братом убитого напали на владения рода Каррара. Убертинелло вернулся из Кьоджии, где скрывался, и расправился с врагами, в том числе с подеста, и назначил на его место Коррадино Бокки ди Бреша. Имперский викарий в Падуе Конрад фон Овенштайн приказал изгнать из Падуи представителей рода Денте и их сторонников.
В сентябре 1328 года Убертинелло и его дядя Марсилио признали власть над Падуей Кан Гранде I делла Скала — правителя Вероны. Таким образом они хотели предотвратить усиление другого представителя своего рода — Никколо да Каррара. Преемник Кангранде I Мастино II делла Скала женился на Таддеа да Каррара — сестре Убертинелло, и с этого времени Падуя управлялась подеста, назначенными Скалигерами.
Через 9 лет, 14 июля 1337 года, Убертинелло и Марсилио Каррара заключили секретный договор с Венецией и Флоренцией, согласно которому Марсилио становится правителем Падуи, а Убертинелло — его наследником. Вскоре после этого, 3 августа, правитель Вероны Альберто II делла Скала попал в плен к венецианцам, и Каррара избавились от его опеки.
Марсилио умер 22 марта 1338 года, и Убертинелло вступил в управление Падуей. Он заключил новый договор с Венецией и Флоренцией, согласно которому обязался оказывать им военную помощь.
В 1339 году, 28 ноября, Убертинелло после длительной осады захватил Монселиче, и 3 декабря получил Тревизо от Мастино II делла Скала — брата и соправителя Альберто II. Однако по договору от 4 января 1339 года он был вынужден уступить Тревизо Венеции в обмен на Бассано и Кастельбальдо.
Помог пизанцам захватить Лукку (11 июля 1342 года).
В 1343 году помирился с Мастино делла Скала, выдав свою внебрачную дочь Джентиле замуж за его незаконнорожденного сына.
Будучи тяжело больным, в завещании, составленном 27 марта 1345 года, назначил своим наследником дальнего родственника — Марсильетто Папафава да Каррара, обойдя племянника — Джакопо, сына Никколо да Каррара. Однако Марсильетто был свергнут и убит 6 мая 1345 года, и Джакопо Каррара стал сеньором Падуи. Его, в свою очередь, убил в 1350 году Гульельмо Каррара — внебрачный сын Джакопо Гранде Каррара.

## Семья
Убертинелло был женат дважды. Первая жена — Джакомина, дочь Симоне да Корреджио — дяди Альберто и Мастино делла Скала. Брак был аннулирован на основании того, что был заключен против воли жениха.
Вторая жена (контракт от 24 апреля 1340) — Анна Малатеста, дочь Малатестино Новелло.